# NK Istra 1961
|  | No s'ha de confondre amb NK Istra. |

El Nogometni Klub Istra 1961 o NK Istra 1961 és un club de futbol croat de la ciutat de Pula.

## Història
El club NK Uljanik va ser fundat el 1948. El 1961, es fusionà amb el club NK Pula, per formar el NK Istra. El 1966 es va desfer la fusió, renaixent el NK Uljanik, mentre el NK Istra continuà vida apart. El club va ser finalista de la copa la temporada 2002-03 perdent amb Hajduk Split 4-1 en el temps afegit. La temporada 2004-05 adoptà el nom NK Pula 1856, perquè l'any 1856 fou quan l'Imperi Austrohongarès hi establí les drassanes i l'arsenal. El 2005, esdevingué NK Pula Staro Češko per patrocini. Un any més tard esdevingué NK Pula. I el 2007 adoptà el nom NK Istra 1961. El club va ser comprat per un grup inversor americà el 2015. La temporada 2004-05 ascendí per primer cop a primera divisió.

## Palmarès
- Segona divisió croata de futbol: 
  - 2003-04, 2008-09
- Tercera divisió croata de futbol: 
  - 2000-01